# Amy Nuttall
Amy Abigail Nuttall (* 7. Juni 1982 in Blackburn, Lancashire, England) ist eine britische Schauspielerin und Sängerin. Einem breiten Publikum wurde sie durch ihrer Rolle in der Fernsehserie Emmerdale Farm zwischen 2000 und 2005 bekannt.

## Leben
Nuttall wurde am 7. Juni 1982 in Blackburn geboren. Sie besuchte die Bury Grammar School for Girls und wurde an der Tring Park School for the Performing Arts ausgebildet. Sie trat mit dem National Youth Music Theatre auf und spielte im August 1997 die Hauptrolle der Prinzessin Ismene in Aurelius im Tyne Opera House in Newcastle und in den Assembly Rooms in Edinburgh im August 1997. Am 14. Juli 2011 wurde sie von der University of Bolton mit der Ehrendoktorwürde ausgezeichnet.
Vier Jahre lang befand sie sich in einer Beziehung mit dem Schauspieler Ben Freeman, den sie während der Dreharbeiten zur Fernsehserie Emmerdale Farm kennenlernte. Ab 2007 war sie mit dem britischen Schauspieler Andrew Buchan liiert, seit dem 8. September 2012 sind die beiden verheiratet. Die beiden sind seit April 2015 Eltern eines gemeinsamen Kindes. Wenige Jahre später wurden sie Eltern eines Sohnes. Im Februar 2023 wurde bekannt, dass sich die beiden vor Weihnachten 2022 getrennt hätten.

## Karriere
Nuttall wirkte ab 2000 in der Fernsehserie Emmerdale Farm in der Rolle der Chloe Atkinson mit. Bis einschließlich 2005 spielte sie in 178 Episoden mit. Sie verkörperte 2005 im Fernsehfilm Hotel Babylon und 2009 in der gleichnamigen Fernsehserie die Rolle der Melanie Hughes. Von 2011 bis 2012 stellte sie in 16 Episoden der Fernsehserie Downton Abbey die wiederkehrende Rolle der Ethel Parks dar. 2014 war sie im Western The Keeping Room – Bis zur letzten Kugel in der Rolle der Moll zu sehen. Im Folgejahr erhielt sie eine Episodenrolle in der Fernsehserie Death in Paradise. 2022 war sie in der Verfilmung Agatha Christie: Ein Schritt ins Leere in der Rolle der Sylvia Bassington-ffrench zu sehen. 2023 stellte sie die wiederkehrende Rolle der Grace Strachan in der Fernsehserie Simon Becketts Die Chemie des Todes dar. 2024 spielte sie in der Miniserie Mr Bates vs The Post Office mit und stellte im Blockbuster Beetlejuice Beetlejuice die Rolle der Jane Butterfield Jr. dar.
2005 erschien ihr erstes Musikalbum Best Days. 2006 wurde das Album bei den Classical BRIT Awards in der Kategorie Album des Jahres nominiert.

## Filmografie (Auswahl)
- 2000–2005: Emmerdale Farm (Emmerdale, Fernsehserie, 178 Episoden)
- 2005: Hotel Babylon (Fernsehfilm)
- 2009: Hotel Babylon (Fernsehserie, 2 Episoden)
- 2011–2012: Downton Abbey (Fernsehserie, 16 Episoden)
- 2013: By Any Means (Miniserie, Episode 1x04)
- 2013: Moving On (Fernsehserie, Episode 5x04)
- 2014: Die Musketiere (The Musketeers, Fernsehserie, Episode 1x06)
- 2014: The Keeping Room – Bis zur letzten Kugel (The Keeping Room)
- 2014–2015: New Tricks – Die Krimispezialisten (New Tricks, Fernsehserie, 4 Episoden)
- 2015: Death in Paradise (Fernsehserie, Episode 4x04)
- 2016: Falling Snow – Zwischen Liebe und Verrat (Despite the Falling Snow)
- 2016: Moving On (Fernsehserie, Episode 8x03)
- 2018: Who Is My Husband
- 2020: Liar (Fernsehserie, 6 Episoden)
- 2021: Der Doktor und das liebe Vieh (All Creatures Great and Small, Fernsehserie, 2 Episoden)
- 2022: Agatha Christie: Ein Schritt ins Leere (Why Didn’t They Ask Evans?, Miniserie, 2 Episoden)
- 2023: Simon Becketts Die Chemie des Todes (Fernsehserie, 3 Episoden)
- 2024: Mr Bates vs The Post Office (Miniserie, 4 Episoden)
- 2024: Beetlejuice Beetlejuice
- 2025: Silent Witness (Fernsehserie, 2 Episoden)

## Diskografie (Auswahl)
- 2005: Best Days